# Liga Polskich Rodzin
Liga Polskich Rodzin (LPR) – polska prawicowa partia polityczna, powstała 21 kwietnia 2001 (zarejestrowana sądownie 30 maja 2001). Utworzyły ją środowiska Stronnictwa Narodowo-Demokratycznego i Stronnictwa Narodowego. I kongres LPR miał miejsce 5 maja 2001. W skład Komitetu Wyborczego Ligi Polskich Rodzin na wybory w 2001 weszły także inne ugrupowania prawicy, m.in. Ruch Odbudowy Polski, Ruch Katolicko-Narodowy, Porozumienie Polskie i Przymierze dla Polski.
Organizacją młodzieżową, która pomogła utworzyć LPR i z nią współpracowała, była Młodzież Wszechpolska (reaktywowana 2 grudnia 1989 przez późniejszego prezesa LPR – Romana Giertycha). W związku z ujawnianymi coraz liczniej skandalami dotyczącymi tej organizacji, 12 grudnia 2006 Roman Giertych odciął się od MW, jako młodzieżówkę partii powołując Ruch Młodych LPR.
W latach 2001–2007 partia posiadała reprezentację w polskim parlamencie, a w okresie 2004–2009 w Parlamencie Europejskim. Od 2006 do 2007 ugrupowanie wchodziło w skład koalicji rządowej z Prawem i Sprawiedliwością i Samoobroną RP (wicepremierem z ramienia partii był wówczas Roman Giertych).
Ze stronnictwem związany był miesięcznik „Racja Polska”.

## Historia LPR

### Geneza
Członkowie Ligi Polskich Rodzin wywodzą się głównie ze środowisk związanych ze Stronnictwem Narodowo-Demokratycznym i Stronnictwem Narodowym. Główną inicjatywą, która przyczyniła się do powstania partii, była Liga Rodzin (porozumienie zawarte na początku 2001 przez około 20 organizacji, którego prezesem był Witold Hatka).
Decyzję o powołaniu partii podjęto na posiedzeniu Zarządu Głównego Stronnictwa Narodowo-Demokratycznego w dniu 21 kwietnia 2001. LPR powstała 5 maja tego samego roku, kiedy na nadzwyczajnym kongresie SND formalnie zmieniono nazwę na „Liga Polskich Rodzin”. 19 maja 2001 na posiedzeniu Rady Naczelnej Stronnictwa Narodowego poparto utworzenie LPR. Jednak część działaczy ruchu narodowego niezadowolona z funkcjonowania wspólnego ugrupowania podjęła ponownie działalność pod szyldem SN, organizując 15 września 2001 Kongres Nadzwyczajny. Stronnictwo Narodowe kontynuowało odrębną działalność do 31 stycznia 2004, kiedy to przekształcono partię SN w Stowarzyszenie „Stronnictwo Narodowe”.

### 2001–2005
5 maja 2001 na nadzwyczajnym kongresie Stronnictwa Narodowo-Demokratycznego zmieniono nazwę partii na „Liga Polskich Rodzin”. 11 maja powołano komitet wyborczy Liga Polskich Rodzin. 1 lipca tego samego roku partia ogłosiła start kampanii wyborczej przed wyborami parlamentarnymi. Hasło wyborcze Ligi Polskich Rodzin brzmiało „Aby Polska Polską była”. Komitet jednoczył wszystkie znaczące ugrupowania radykalnej prawicy poza środowiskami skupionymi w konkurencyjnym Komitecie Wyborczym Alternatywa Ruch Społeczny. Głównymi partiami, które zawarły sojusz wyborczy z LPR, były: Porozumienie Polskie (Jana Łopuszańskiego), Ruch Katolicko-Narodowy (Antoniego Macierewicza) – obie 22 czerwca, Przymierze dla Polski (Gabriela Janowskiego) – 23 lipca oraz Ruch Odbudowy Polski (Jana Olszewskiego) – 28 lipca. W wyborach parlamentarnych w 2001 LPR uzyskała 1 025 148 głosów, tj. 7,87% poparcia, co przełożyło się na 36 mandatów poselskich oraz 2 senatorskie. Partia była w opozycji do rządu Leszka Millera. Znalezienie się w parlamencie LPR zawdzięczało głównie nieformalnemu patronatowi wpływowej radiostacji – Radio Maryja. Jednak już wkrótce po wyborach rozpoczął się trwający kilka lat proces stopniowego wycofywania poparcia tego radia dla LPR. Również niedługo po wyborach poszczególni posłowie LPR zaczęli opuszczać klub parlamentarny, w większości tworząc własne koła poselskie. Kolejno powstawały nowe koła:
(data powstania, nazwa koła poselskiego, lider ugrupowania)
- 27 sierpnia 2002 – Ruch Odbudowy Polski (Jan Olszewski),
- 5 listopada 2002 – Ruch Katolicko-Narodowy (Antoni Macierewicz),
- 15 stycznia 2003 – Porozumienie Polskie (Jan Łopuszański),
- 20 kwietnia 2004 – Dom Ojczysty (Halina Szustak),
- 13 września 2005 – Ruch Patriotyczny (Gabriel Janowski).

Klub LPR opuściły zatem partie, które wprowadziły do Sejmu posłów z jej list, a ponadto powstała nowa partia Dom Ojczysty (istniejąca do 2006; nową formacją był też Ruch Patriotyczny, który jednak był federacją partii już istniejących – ROP, RKN i PdP). Obok odpływu znacznej ilości posłów z klubu LPR dołączyło jednak do niego kilku posłów z innych klubów parlamentarnych. Na koniec kadencji liczył on 19 posłów i 4 senatorów.
26 stycznia 2002 zwołany został kongres ugrupowania. Kongres wzmocnił rolę przewodniczącego i umożliwił wejście do zarządu głównego partii Zygmunta Wrzodaka i Romana Giertycha. W lutym Rada Polityczna partii postanowiła o samodzielnym starcie w wyborach samorządowych. Przed październikowymi wyborami samorządowymi, większość partii wraz ze środowiskiem Kazimierza Kapery (który założył potem partię Rodzina-Ojczyzna) utworzyła komitet LPR; natomiast RKN, ROP i ZChN wystartowały w ramach konkurencyjnego komitetu Razem Polsce. LPR uzyskała w wyborach do sejmików województw wynik 1 603 081 głosów, tj. 14,36% poparcia – zdobywając 92 mandaty radnych sejmików w skali kraju (czwarty wynik wyborczy). Komitet Wyborczy Wyborców Razem Polsce otrzymał 121 841 głosów, tj. 1,09% poparcia i nie uzyskał miejsc w sejmikach województw.
W wyborach posłów do Parlamentu Europejskiego w 2004 Liga Polskich Rodzin uzyskała 969 689 głosów, tj. 15,92% poparcia (drugi wynik w kraju) i 10 mandatów eurodeputowanych. Spośród 10 deputowanych, którzy weszli do Parlamentu Europejskiego z list LPR, jedynie 1 pozostał w partii do końca kadencji, 3 pozostało we frakcji eurosceptyków Niepodległość i Demokracja (w której znajdowali się początkowo wszyscy posłowie Ligi Polskich Rodzin), natomiast 6 przeszło do frakcji Unia na rzecz Europy Narodów.

### 2005–2007
Oficjalnym kandydatem Ligi Polskich Rodzin w wyborach prezydenckich został ogłoszony profesor dendrologii Maciej Giertych. Poparcia udzieliła mu Młodzież Wszechpolska. Jego sztab wyborczy został zarejestrowany 8 czerwca 2005. Kandydat zrezygnował z udziału w wyborach 4 października 2005. Maciej Giertych ostatecznie poparł w wyborach kandydata PiS – Lecha Kaczyńskiego.
W wyborach parlamentarnych w 2005 LPR uzyskała 940 762 głosy, tj. 7,97% poparcia, co przełożyło się na 34 mandaty poselskie oraz 7 senatorskich. Partia udzieliła wotum zaufania Rządowi Kazimierza Marcinkiewicza. W styczniu 2006 partia została jednym z sygnatariuszy paktu stabilizacyjnego, a po jego zerwaniu, od 5 maja 2006, koalicji rządowej PiS-Samoobrona-LPR-NKP. W ramach koalicji Liga Polskich Rodzin otrzymała Ministerstwo Edukacji Narodowej (szefem resortu w randze wicepremiera został Roman Giertych) i Ministerstwo Gospodarki Morskiej (szefem resortu został Rafał Wiechecki). Te same stanowiska ministerialne politycy LPR piastowali również w rządzie Jarosława Kaczyńskiego. Członkowie rządu z ramienia LPR zostali zdymisjonowani 13 sierpnia 2007.
W 2005 i 2006 w LPR doszło do rozłamów. W 2005 trzech parlamentarzystów polskich i trzech posłów do Europarlamentu powołało partię Forum Polskie (działającą do 2007; wówczas jej posłowie na Sejm powołali Narodowy Kongres Polski, istniejący do 2010). W 2006 natomiast, przed powołaniem koalicji rządowej z LPR odeszła grupa polityków, którzy w bardziej zdecydowany sposób opowiadali się za współpracą z PiS. Założyli oni początkowo organizację Ruch Samorządowy (który wraz z przedstawicielami Forum Polskiego współtworzył Narodowe Koło Parlamentarne, które z kolei później współtworzyło Klub Parlamentarny Ruch Ludowo-Narodowy; RS przekształcił się potem w Polską Unię Samorządową), a następnie, wraz z rozłamowcami z Samoobrony RP, partię RLN (w wyniku odejścia byłych działaczy Samoobrony RP, w 2013 przemianowaną na Ligę Narodową).
W wyborach samorządowych w listopadzie 2006 LPR uzyskała w wyborach do sejmików województw wynik 568 935 głosów, tj. 4,71% poparcia – zdobywając 11 mandatów radnych sejmików w skali kraju (szósty wynik wyborczy).
W przedterminowych wyborach do Sejmiku Województwa Podlaskiego przeprowadzonych 20 maja 2007 LPR wystąpiła wzmocniona przyłączeniem się do niej pięciu czołowych działaczy Zjednoczenia Chrześcijańsko-Narodowego, m.in. z Podlasia (weszli oni 18 kwietnia 2007 w skład Rady Politycznej LPR). Jednak pomimo tego wsparcia wynik LPR nie poprawił się (a wręcz pogorszył z 4,83% na 4,03%). Ze względu na barierę 5% progu wyborczego LPR ponownie nie została dopuszczona do podziału mandatów radnych w tym województwie.
W przedterminowych wyborach parlamentarnych w 2007 LPR startowała w nieformalnej koalicji z Unią Polityki Realnej oraz Prawicą Rzeczypospolitej (koalicja przyjęła nieoficjalną nazwę Liga Prawicy Rzeczypospolitej). Komitet LPR uzyskał 209 171, tj. 1,30% głosów i nie wszedł do parlamentu.

### Po 2007
22 czerwca 2008 LPR wzięła udział w wyborach uzupełniających do Senatu w związku ze śmiercią senatora PiS Andrzeja Mazurkiewicza. Jej kandydatem był były wiceminister edukacji narodowej Mirosław Orzechowski. Uzyskał on 308 głosów, zajmując przedostatnie, 11. miejsce.
W tym samym roku kolejna grupa działaczy opuściła partię, tworząc (m.in. wraz z częścią polityków dawnego Forum Polskiego) partię Naprzód Polsko, która posiadała kilku przedstawicieli w Parlamencie Europejskim (ugrupowanie to istniało do 2010, jego działacze związali się w późniejszych latach głównie z PiS bądź Ruchem Narodowym).
W 2009 Liga Polskich Rodzin nawiązała współpracę z irlandzkim biznesmenem Declanem Ganleyem (szefem paneuropejskiego stowarzyszenia Libertas), który założył w Polsce oddział swojego ruchu, partię Libertas Polska. Oba ugrupowania w czerwcowych wyborach do Parlamentu Europejskiego startowały wspólnie (wraz z kandydatami Naprzód Polsko – częściowo, a także Stronnictwa „Piast”, Partii Regionów, PNP, ZChN oraz ONP-LP) w ramach KW Libertas, który nie osiągnął progu wyborczego, uzyskując 1,14% głosów.
24 kwietnia 2010 Rada Polityczna Ligi Polskich Rodzin na posiedzeniu w Warszawie podjęła decyzję o niewystawianiu przez partię swojego kandydata w wyborach prezydenckich po tym, jak Roman Giertych (do którego o start apelował Kongres LPR) nie zdecydował się na kandydowanie. Zarząd Główny partii zdecydował nie udzielać poparcia żadnemu z kandydatów.
W wyborach samorządowych w tym samym roku LPR wystawiła swoje listy do sejmików w 11 województwach. W skali kraju wystawieni przez partię kandydaci otrzymali 0,69% głosów. Największe poparcie LPR uzyskała w województwach: lubelskim (2,04%) i wielkopolskim (1,57%). Kandydatka Ligi została w tych wyborach wybrana na wójta gminy Telatyn. LPR zdobyła też 3 mandaty w radach gmin. Ponadto część członków partii kandydowała z list komitetów lokalnych.
2 kwietnia 2011 Rada Polityczna Ligi Polskich Rodzin podjęła uchwałę o starcie w wyborach parlamentarnych pod własnym szyldem do Sejmu i Senatu. 22 maja LPR weszła w skład Grupy Roboczej Ugrupowań Patriotycznych i Narodowych „Ojcowizna”, powołanej w celu wspólnego startu w wyborach kilku ugrupowań prawicowych. W skład grupy weszły również Stronnictwo Ludowe „Ojcowizna”, Przymierze Narodu Polskiego, Przymierze Ludowo-Narodowe, Stronnictwo Narodowe im. Dmowskiego Romana oraz kilka stowarzyszeń. Ostatecznie 13 sierpnia Zarząd Główny LPR zdecydował o rezygnacji partii ze startu w wyborach do Sejmu i udzieleniu poparcia Polskiemu Stronnictwu Ludowemu. Kilkoro członków partii wystartowało jednak z list ugrupowań, które nie uzyskały mandatów (głównie Prawicy Rzeczypospolitej, a także Samoobrony, PJN i Nowej Prawicy). LPR zgłosiła własny komitet na wybory do Senatu, z ramienia którego wystartowała do tej izby bez powodzenia w okręgu zamojskim Maria Sendecka, zajmując 5. miejsce spośród 8 kandydatów. Uzyskała 5,65% głosów.
W wyborach do Parlamentu Europejskiego w 2014 LPR nie wystartowała. 12 kwietnia tegoż roku jej Zarząd Główny wezwał do głosowania na kandydatów Platformy Obywatelskiej.
Na wybory samorządowe w tym samym roku LPR zarejestrowała własny komitet, wystawiając listy do sejmików w czterech województwach. W skali kraju uzyskała 0,28% głosów i nie wprowadziła żadnych radnych wojewódzkich. Uzyskała natomiast kilka mandatów radnych na niższym szczeblu. Członek LPR kandydował z ramienia lokalnego komitetu na burmistrza Gryfina, zajmując ostatnie miejsce.
W wyborach prezydenckich w 2015 Zarząd Główny LPR zdecydował o udzieleniu poparcia kandydatowi PSL Adamowi Jarubasowi. Nie przeszedł on do drugiej tury, w której ZG LPR udzielił poparcia urzędującemu prezydentowi Bronisławowi Komorowskiemu.
W wyborach parlamentarnych w tym samym roku LPR nie poparła konkretnego komitetu, jednak jej Rada Polityczna, zachęcając do głosowania, opowiedziała się przeciwko PiS i Zjednoczonej Lewicy. Część liderów Ligi powołała Obywatelski KWW Polskie Rodziny Razem, startujący w trzech okręgach do Senatu. Jego pełnomocnikiem wyborczym został ówczesny członek ZG LPR Antoni Sosnowski, a kandydatami m.in. inni członkowie tego organu Dariusz Chmiel i Maria Sendecka. Ponadto kilku członków LPR znalazło się na listach KWW Grzegorza Brauna „Szczęść Boże!” do Sejmu. Żaden z członków LPR nie uzyskał mandatu w parlamencie.
Przed wyborami samorządowymi w 2018 LPR nie zgłosiła własnego komitetu. Rada Polityczna partii zaapelowała o głosowanie w wyborach do sejmików na spełniających odpowiednie warunki kandydatów PO na listach Koalicji Obywatelskiej.
W marcu 2019 Rada Polityczna Liga Polskich Rodzin zadeklarowała chęć uczestnictwa partii w Koalicji Europejskiej, powołanej przez PO, PSL, SLD, Nowoczesną i Zielonych na wybory do Parlamentu Europejskiego. Ostatecznie nie znalazła się w jej składzie; 11 maja Zarząd Główny zaapelował o głosowanie na listach KE na kandydatów PO i PSL.
Po wyborach do Parlamentu Europejskiego LPR zadeklarowała chęć współtworzenia w wyborach parlamentarnych w tym samym roku chrześcijańsko-demokratycznej Koalicji Polskiej, za której budową opowiedziała się 1 czerwca 2019 Rada Naczelna PSL. Na liście koalicji, która wystartowała jako komitet wyborczy PSL, kandydatem LPR do Sejmu w okręgu krakowskim był Radosław Sławomirski. Dwóch innych działaczy partii kandydowało do Sejmu z list Konfederacji WiN. Członkowie LPR nie uzyskali mandatów poselskich.
W wyborach prezydenckich w 2020 LPR nie poparła w I turze konkretnego kandydata, utożsamiając się z poglądem Romana Giertycha (nienależącego już do partii od blisko dekady), że należy poprzeć tego spośród trójki Rafał Trzaskowski (PO), Władysław Kosiniak-Kamysz (PSL) i Szymon Hołownia (niezależny), który ma największe szanse wygrać w II turze, jeśli zmierzyłby się w niej z urzędującym prezydentem Andrzejem Dudą (sam Roman Giertych poparł ostatecznie Szymona Hołownię, który zajął 3. miejsce). W II turze Zarząd Główny LPR udzielił poparcia Rafałowi Trzaskowskiemu.
W czerwcu 2022 ZG LPR skrytykował stanowisko przewodniczącego PO Donalda Tuska, który opowiedział się m.in. za legalizacją aborcji do 12. tygodnia ciąży. Zarząd opowiedział się przy tym za powstaniem bloku Koalicji Polskiej skupionej wokół PSL z kierowaną przez Szymona Hołownię Polską 2050. Postulowany blok został powołany w 2023 jako Trzecia Droga. LPR przed wyborami parlamentarnymi w tymże roku nie zajęła jednak oficjalnego stanowiska, promując jedynie w mediach społecznościowych kandydaturę Romana Giertycha, który uzyskał mandat poselski z listy Koalicji Obywatelskiej. Żaden z członków LPR nie kandydował w tych wyborach do parlamentu. W wyborach samorządowych w 2024 ZG LPR zaapelował o głosowanie do sejmików województw na spełniających odpowiednie warunki kandydatów Trzeciej Drogi, a w wyborach do Parlamentu Europejskiego w tym samym roku Rada Polityczna LPR zachęciła do głosowania na odpowiednich kandydatów partii wchodzących w skład Europejskiej Partii Ludowej, tj. PO na listach KO bądź PSL na listach TD (opowiadając się przy tym w szczególności przeciwko PiS i Lewicy).

## Program
Początkowo partia ze swoim programem nawiązywała do myśli przedwojennego obozu narodowo-demokratycznego i jego najbardziej znaczącego przedstawiciela – Romana Dmowskiego. W 2006 lider LPR – Roman Giertych – zdystansował się jednak od jego dziedzictwa.

### Zagadnienia ustrojowe
Liga Polskich Rodzin opowiada się za uchwaleniem nowej konstytucji ograniczającej liczbę posłów do 360 i zmieniającej sposób wyboru senatorów (50 senatorów wybieranych w wyborach powszechnych i 50 dla Polonii, samorządowców i rektorów uniwersytetów). Podział administracyjny powinien służyć umacnianiu tendencji regionalistycznych.
LPR opowiada się przeciw jednomandatowym okręgom wyborczym oraz za likwidacją powiatów. Akcentuje natomiast konieczność zwiększenia uprawnień samorządów, szczególnie gminy, widząc w tym rozwój społeczeństwa obywatelskiego oraz umacnianie narodowej tożsamości i suwerenności. Podział administracyjny powinien zdaniem ugrupowania służyć umacnianiu tendencji regionalistycznych. LPR sprzeciwia się finansowaniu partii politycznych z budżetu państwa.

### Gospodarka
W okresie pobytu w parlamencie program gospodarczy ugrupowania miał charakter socjalny i protekcjonistyczny; skupiał się na ochronie rynku polskiego, szczególnie przed udziałem zagranicznego kapitału oraz wykupem polskiej ziemi przez cudzoziemców. Popierana była częściowa prywatyzacja dokonywana przez polski kapitał, podkreślano zachowanie przez państwo kontroli nad strategicznymi dziedzinami gospodarki, między innymi przemysłem zbrojeniowym, energetycznym autostradami i kolejami. Zdaniem LPR zgoda na prywatyzację kluczowych przedsiębiorstw powinna być wyrażana przez Sejm. Partia chciała także wprowadzenia obowiązku inwestowania 50% zysków uzyskiwanych przez podmioty zagraniczne w Polsce. Postulat partii to również tworzenie ulg podatkowych dla rodzin wielodzietnych.

### Polityka zagraniczna
W polityce zagranicznej ugrupowanie postuluje poszerzanie współpracy ze Stanami Zjednoczonymi, Rosją oraz państwami Unii Europejskiej. Przed referendum 7 i 8 czerwca 2003 w sprawie przystąpienia Polski do Unii Europejskiej LPR, jako jedyne z większych ugrupowań politycznych, konsekwentnie opowiadała się przeciw włączeniu Polski do struktur unijnych.
Po wejściu Polski do Unii Europejskiej opowiada się za współpracą w jej ramach, ale na równych prawach i warunkach. Sprzeciwia się pomysłom federacyjnym, które ograniczają suwerenność poszczególnych państw. Z tego powodu partia odrzuca przyjęcie wspólnej waluty euro oraz jakiejkolwiek konstytucji europejskiej. Opowiada się za silną pozycją Polski w ramach UE oraz utrzymania orientacji Euro-Atlantyckiej, zamiast Euro-Azjatyckiej.

### Kwestie społeczne
W kwestiach społecznych partia opowiada się za ekonomicznym i prawnym wzmocnieniem rodziny poprzez preferencje i ulgi podatkowe dla rodzin wielodzietnych oraz zapewnieniem godnego bytu osobom starszym, sprzeciwiając się cięciom na wydatki socjalne.
W sferze obyczajowej i kulturowej partia ma charakter konserwatywny, akcentując tradycję katolicką. Dlatego sprzeciwia się postulatom takim, jak: legalizacja eutanazji, rejestracja związków homoseksualnych (partia sprzeciwiała się „Paradom Równości”, w 2005 zorganizowała „Paradę Normalności”), legalizacja tzw. „narkotyków miękkich”, a także wspieranie metody zapłodnienia in vitro czy tzw. ideologii gender. Opowiada się za całkowitym zakazem wykonywania aborcji, tłumacząc to ochroną życia od momentu poczęcia. Linia partii w sprawie stosunku do kary śmierci była zmienna.

### Inne zagadnienia
Liga Polskich Rodzin deklaruje poparcie dla likwidacji Krajowej Rady Radiofonii i Telewizji oraz konieczność lustracji osób kandydujących na najwyższe funkcje publiczne. Stronnictwo było przeciwne zniesieniu poboru do wojska i wprowadzeniu armii zawodowej. LPR postuluje utrzymanie finansowanej ze środków publicznych edukacji i służby zdrowia oraz upublicznienie wszystkich teczek peerelowskich służb specjalnych.

## Poparcie
| LPR w wyborach parlamentarnych |

| Wybory | Poparcie | Zmiana punktów procentowych | Mandaty (Sejm) | Zmiana | Mandaty (Senat) | Zmiana | Rząd     |
| ------ | -------- | --------------------------- | -------------- | ------ | --------------- | ------ | -------- |
| 2001   | 7,87%    | –                           | 38/460         | –      | 2               | –      | Opozycja |
| 2005   | 7,97%    | 0,10                        | 34/460         | 4      | 7               | 5      | Koalicja |
| 2007   | 1,30%    | 6,67                        | 0/460          | 34     | 0               | 7      | Opozycja |

| Wybory | Kandydat        | Głosowanie | Poparcie | Uwagi                |
| ------ | --------------- | ---------- | -------- | -------------------- |
| 2005   | Maciej Giertych | –          | –        | Kandydat wycofał się |

| Wybory | Poparcie | Zmiana punktów procentowych | Mandaty | Zmiana | L. miejsc dla Polski |
| ------ | -------- | --------------------------- | ------- | ------ | -------------------- |
| 2004   | 15,92%   | –                           | 10      | –      | 54                   |
| 2009   | –        | –                           | 0       | –      | 50                   |

## Struktura i działacze

### Zarząd Główny
Prezes:
- Witold Bałażak

Sekretarz:
- Halina Kacprzycka

Skarbnik:
- Grzegorz Dębski

Przewodnicząca Kongresu:
- Elżbieta Wilczyńska

Przewodniczący Rady Politycznej:
- Edmund Zając

Pozostali członkowie:
- Andrzej Dorszewski
- Maciej Giertych
- Tadeusz Rogoziński
- Maria Sendecka

Źródło: Wpis w Monitorze Sądowym i Gospodarczym

### Władze Ligi Polskich Rodzin
Prezesi Zarządu Głównego:
- od 5 maja 2001 do 11 marca 2006 – Marek Kotlinowski
- od 11 marca 2006 do 24 października 2007 – Roman Giertych
- od 24 października 2007 do 10 czerwca 2008 – Sylwester Chruszcz (p.o.)
- od 25 października 2008 do 6 marca 2009 – Mirosław Orzechowski (p.o.)
- od 6 marca 2009 do 20 kwietnia 2009 – Wojciech Wierzejski (p.o.)
- od 20 kwietnia 2009 do 14 lipca 2009 – Arnold Masin (p.o.)
- od 14 lipca 2009 do 10 października 2009 – Mirosław Orzechowski (p.o.)
- od 10 października 2009 – Witold Bałażak

Przewodniczący Kongresu:
- od 5 maja 2001 do 15 września 2001 – Bogusław Kowalski
- od 26 stycznia 2002 do 11 marca 2006 – Roman Giertych
- od 11 marca 2006 do 6 listopada 2006 – Marek Kotlinowski
- od 7 lipca 2007 do 12 października 2013 – Mirosław Orzechowski
- od 12 października 2013 do 9 października 2021 – Maciej Giertych
- od 9 października 2021 – Elżbieta Wilczyńska

Przewodniczący Rady Politycznej:
- od 10 maja 2001 do 15 października 2005 – Zygmunt Wrzodak
- od 15 października 2005 do 10 czerwca 2008 – Janusz Dobrosz
- od 10 czerwca 2008 do 25 października 2008 – Maciej Giertych (p.o.)
- od 25 października 2008 do 20 marca 2010 – Anna Raźny
- od 20 marca 2010 (do 24 kwietnia 2010 jako p.o.) do 12 października 2013 – Maciej Giertych
- od 12 października 2013 do 18 marca 2017 – Zenon Mroczkowski
- od 2017 – Edmund Zając

Przewodniczący Klubu Parlamentarnego:
- od 19 października 2001 do 29 września 2005 – Marek Kotlinowski
- od 29 września 2005 do 24 maja 2006 – Roman Giertych
- od 24 maja 2006 do 6 grudnia 2006 – Janusz Dobrosz
- od 6 grudnia 2006 do 10 lipca 2007 – Mirosław Orzechowski
- od 10 lipca 2007 do 4 listopada 2007 – Szymon Pawłowski

## LPR w Parlamencie Europejskim (2004–2009)

### Posłowie doParlamentu Europejskiego
poseł, okręg wyborczy, liczba głosów, przynależność do frakcji na końcu kadencji
Na końcu kadencji:
- Maciej Giertych, Katowice, 68 953 głosy, niezrzeszony

Wcześniejsi (w nawiasie przynależność partyjna na końcu kadencji):
- Sylwester Chruszcz, Wrocław, 40 371 głosów, Unia na rzecz Europy Narodów (bezpartyjny)
- Dariusz Grabowski, Warszawa II, 42 006 głosów, Unia na rzecz Europy Narodów (bezpartyjny, związany z Libertas Polska)
- Urszula Krupa, Łódź, 27 901 głosów, Niepodległość i Demokracja (bezpartyjna, związana z PiS)
- Bogdan Pęk, Kraków, 105 417 głosów, Unia na rzecz Europy Narodów (Naprzód Polsko)
- Mirosław Piotrowski, Lublin, 48 365 głosów, Unia na rzecz Europy Narodów (bezpartyjny, związany z PiS)
- Bogusław Rogalski, Olsztyn, 32 087 głosów, Unia na rzecz Europy Narodów (Naprzód Polsko)
- Witold Tomczak, Poznań, 47 260 głosów, Niepodległość i Demokracja (bezpartyjny, związany z Prawicą Rzeczypospolitej)
- Bernard Wojciechowski, Warszawa I, 3859 głosów, Niepodległość i Demokracja (bezpartyjny) – od 26 października 2005, zastąpił Wojciecha Wierzejskiego
- Andrzej Zapałowski, Rzeszów, 25 010 głosów, Unia na rzecz Europy Narodów (Naprzód Polsko) – od 20 lipca 2005, zastąpił Filipa Adwenta

Posłowie, których mandat wygasł w trakcie kadencji:
- Filip Adwent, Rzeszów, 28 311 głosów – do 26 czerwca 2005, zmarł, ostatnio Niepodległość i Demokracja
- Wojciech Wierzejski, Warszawa I, 46 198 głosów – do 6 października 2005, objął mandat poselski w polskim Sejmie, ostatnio Niepodległość i Demokracja

Europosłowie Ligi Polskich Rodzin, oprócz bieżącej działalności, podejmowali również inicjatywy, które były szeroko komentowane w kuluarach PE i przez niektórych uważane były za kontrowersyjne. Do takich inicjatyw można zaliczyć:
- ofiarowanie kancelarii PE na początku kadencji przez europosła Witolda Tomczaka trzech krzyży, które miały zostać powieszone w sali głównej parlamentu,
- postawienie miniaturowych polskich flag obok miejsc, gdzie zasiadają europosłowie LPR (gdy pierwszy raz ustawiono flagi, zostały one usunięte przez niezidentyfikowane do tej pory osoby),
- zorganizowanie przez posłów LPR wystawy antyaborcyjnej w listopadzie 2005 w budynku Parlamentu Europejskiego w Brukseli. Wystawa została ostro skrytykowana przez posłów socjalistycznych, których oburzyło to, że na wystawie używano porównań aborcji z nazistowskimi obozami koncentracyjnymi.

Maciej Giertych został odwołany z funkcji przewodniczącego delegacji polskiej w grupie Niepodległość i Demokracja po oskarżeniu przez resztę posłów o defraudację środków przeznaczonych na działalność polityczną całej delegacji.

## Posłowie i senatorowie

### Posłowie na Sejm Rzeczypospolitej Polskiej V kadencji
poseł, okręg wyborczy, liczba głosów
- Przemysław Andrejuk, Chełm, 7000 głosów
- Witold Bałażak, Radom, 6420 głosów
- Krzysztof Bosak, Zielona Góra, 3764 głosy
- Edward Ciągło, Nowy Sącz, 9470 głosów
- Marian Daszyk, Krosno, 8276 głosów – do 26 października 2005, został posłem niezrzeszonym
- Janusz Dobrosz, Wrocław, 14 655 głosów
- Andrzej Fedorowicz, Białystok, 12 752 głosy
- Roman Giertych, Warszawa I, 35 812 głosów
- Witold Hatka, Bydgoszcz, 5856 głosów
- Jan Jarota, Białystok, 3763 głosy
- Marek Kawa, Opole, 6346 głosów
- Janusz Kołodziej, Krosno, 3786 głosów
- Marek Kotlinowski, Kraków, 9421 głosów – do 27 października 2006, wybrany na sędziego Trybunału Konstytucyjnego
- Bogusław Kowalski, Siedlce, 6274 głosy – do 27 kwietnia 2006, został posłem niezrzeszonym
- Andrzej Mańka, Lublin, 10 646 głosów
- Arnold Masin, Piotrków Trybunalski, 4168 głosów
- Gabriela Masłowska, Lublin, 11 977 głosów – do 27 kwietnia 2006, została posłem niezrzeszonym
- Halina Murias, Rzeszów, 6062 głosy
- Leszek Murzyn, Chrzanów, 7220 głosów
- Mirosław Orzechowski, Łódź, 3474 głosy – od 7 kwietnia 2006, zastąpił Ewę Sowińską
- Edward Ośko, Olsztyn, 5725 głosów
- Stanisław Papież, Kraków, 2444 głosy – od 14 listopada 2006, zastąpił Marka Kotlinowskiego
- Radosław Parda, Kielce, 7856 głosów
- Daniel Pawłowiec, Sieradz, 5685 głosów
- Szymon Pawłowski, Warszawa II, 7984 głosy
- Elżbieta Ratajczak, Kalisz, 8342 głosy
- Bogusław Sobczak, Tarnów, 6480 głosów
- Anna Sobecka, Toruń, 13 761 głosów – do 27 kwietnia 2006, została posłem niezrzeszonym
- Antoni Sosnowski, Sosnowiec, 5537 głosów
- Ewa Sowińska, Łódź, 8536 głosów – do 30 marca 2006, wybrana na Rzecznika Praw Dziecka
- Robert Strąk, Gdynia, 13 859 głosów
- Piotr Ślusarczyk, Legnica, 7863 głosy
- Rafał Wiechecki, Szczecin, 6058 głosów
- Wojciech Wierzejski, Chełm, 4932 głosy
- Zygmunt Wrzodak, Rzeszów, 18 921 głosów – do 26 października 2005, został posłem niezrzeszonym
- Stanisław Zadora, Bielsko-Biała, 6463 głosy

### Senatorowie VI kadencji
senator, okręg wyborczy, liczba głosów
- Ryszard Bender, Lublin, 89 813 głosy – do 11 grudnia 2006
- Adam Biela, Chełm, 60 133 głosy – do 27 kwietnia 2006
- Waldemar Kraska, Siedlce, 54 260 głosów – do 27 kwietnia 2006
- Janusz Kubiak, Piła, 52 357 głosów – do 11 grudnia 2006
- Mieczysław Maziarz, Rzeszów, 93 171 głosów – do 10 maja 2006
- Jan Szafraniec, Białystok, 88 268 głosów – do 11 grudnia 2006
- Ludwik Zalewski, Białystok, 70 355 głosów – do 11 grudnia 2006

Wszyscy senatorowie wybrani z listy LPR tworzyli od 12 grudnia 2006 Senatorski Klub Narodowy.

### Posłowie na Sejm Rzeczypospolitej Polskiej IV kadencji
Stan na koniec kadencji:
poseł, okręg wyborczy, liczba głosów
- Janusz Dobrosz, Wrocław, 5131 głosów – od 2003, wybrany z listy Polskiego Stronnictwa Ludowego
- Andrzej Fedorowicz, Białystok, 3920 głosów
- Roman Giertych, Warszawa II, 13 261 głosów
- Stanisław Gudzowski, Zielona Góra, 6197 głosów
- Witold Hatka, Bydgoszcz, 12 699 głosów
- Zbigniew Jacyna-Onyszkiewicz, Poznań, 5565 głosów – od 17 czerwca 2004, zastąpił Macieja Giertycha
- Marek Kotlinowski, Kraków, 22 571 głosów
- Andrzej Mańka, Lublin, 5635 głosów – od 2002, wybrany z listy Prawa i Sprawiedliwości
- Gabriela Masłowska, Lublin, 12 243 głosy
- Halina Murias, Rzeszów, 4101 głosów
- Leszek Murzyn, Chrzanów, 5910 głosów
- Stanisław Papież, Kraków, 3080 głosów
- Elżbieta Ratajczak, Kalisz, 1894 głosy – od 18 czerwca 2004, zastąpiła Witolda Tomczaka
- Anna Sobecka, Toruń, 18 457 głosów
- Ewa Sowińska, Łódź, 4035 głosów – od 17 czerwca 2004, zastąpiła Urszulę Krupę
- Robert Strąk, Gdynia, 5775 głosów
- Zenon Tyma, Opole, 10 853 głosy – od 2004, wybrany z listy Samoobrony Rzeczpospolitej Polskiej
- Zygmunt Wrzodak, Rzeszów, 32 434 głosy
- Stanisław Zadora, Bielsko-Biała, 8812 głosów

Inni posłowie klubu LPR w Sejmie IV kadencji:
poseł, okręg wyborczy, liczba głosów, przynależność na końcu kadencji
- Jerzy Czerwiński, Opole, 5718 głosów, Ruch Katolicko-Narodowy
- Maciej Giertych, Poznań, 10 119 głosów – do 16 czerwca 2004, wybrany do Parlamentu Europejskiego
- Grzegorz Górniak, Wałbrzych, 4401 głosów, Dom Ojczysty
- Krystyna Grabicka, Sieradz, 7594 głosy, Ruch Katolicko-Narodowy
- Dariusz Grabowski, Radom, 5022 głosy – od 2002 do 16 czerwca 2004, wybrany do Parlamentu Europejskiego, wybrany z listy PSL
- Mariusz Grabowski, Tarnów, 19 002 głosy, Porozumienie Polskie
- Gabriel Janowski, Siedlce, 21 651 głosów, Ruch Patriotyczny
- Ewa Kantor, Rzeszów, 5958 głosów, Dom Ojczysty
- Ryszard Kędra, Krosno, 9628 głosów, poseł niezrzeszony
- Tadeusz Kędziak, Piotrków Trybunalski, 3853 głosy, Ruch Odbudowy Polski
- Bohdan Kopczyński, Szczecin, 5452 głosy, poseł niezrzeszony
- Zofia Krasicka-Domka, Nowy Sącz, 15 755 głosów, Dom Ojczysty
- Urszula Krupa, Łódź, 6093 głosy – do 16 czerwca 2004, wybrana do Parlamentu Europejskiego
- Piotr Krutul, Białystok, 21 698 głosów, Dom Ojczysty
- Henryk Lewczuk, Chełm, 7224 głosy, Ruch Odbudowy Polski
- Robert Luśnia, Lublin, 9205 głosów, poseł niezrzeszony
- Jan Łopuszański, Radom, 14 355 głosów, Porozumienie Polskie
- Antoni Macierewicz, Warszawa I, 24 900 głosów, Ruch Katolicko-Narodowy
- Halina Nowina-Konopka, Olsztyn, 11 308 głosów, Porozumienie Polskie
- Jan Olszewski, Warszawa, 13 255 głosów, Ruch Odbudowy Polski
- Bogdan Pęk, Kraków, 8113 głosów – od 2002 do 16 czerwca 2004, wybrany do Parlamentu Europejskiego, wybrany z listy PSL
- Józef Skowyra, Piła, 6711 głosów, Dom Ojczysty
- Antoni Stanisław Stryjewski, Wrocław, 12 492 głosy, Ruch Katolicko-Narodowy
- Gertruda Szumska, Gdańsk, 6596 głosów, Dom Ojczysty
- Halina Szustak, Legnica, 7516 głosów, Dom Ojczysty
- Stanisław Szyszkowski, Kielce, 5492 głosów, Dom Ojczysty
- Witold Tomczak, Kalisz, 15 861 głosów – do 16 czerwca 2004, wybrany do Parlamentu Europejskiego

Poseł LPR w Sejmie IV kadencji, który powrócił do Samoobrony RP, wybrany z listy Samoobrony RP:
- Zdzisław Jankowski, Konin, 7446 głosów

### Senatorowie V kadencji
Stan na koniec kadencji:
senator, okręg wyborczy, liczba głosów
- Adam Biela, Chełm, 86 582 głosy
- Ryszard Matusiak, Legnica, 6150 głosów – od 28 lipca 2004, wybrany w wyborach uzupełniających
- Zofia Skrzypek-Mrowiec, Bielsko-Biała, 6320 głosów – od 29 września 2004, wybrana w wyborach uzupełniających
- Jan Szafraniec, Białystok, 111 717 głosów

Senator LPR w Senacie V kadencji, który przeszedł do SDPL, wybrany z ramienia PSL:
- Józef Sztorc, Tarnów, 55 846 głosów

## Ruch Młodych Ligi Polskich Rodzin
W grudniu 2006 kierownictwo LPR ogłosiło, że zrywa związki z Młodzieżą Wszechpolską i zdecydowało się powołać nową organizację młodzieżową Ruch Młodych LPR. Decyzja Romana Giertycha była motywowana doniesieniami prasowymi o imprezie neonazistów, w której mieli brać udział członkowie Młodzieży Wszechpolskiej. Okazało się jednak, że uczestnicy tej imprezy formalnie nie należeli do Młodzieży Wszechpolskiej.
Ruch Młodych Ligi Polskich Rodzin (Ruch Młodych LPR, RM LPR) został utworzony 12 grudnia 2006 przez Romana Giertycha jako endecka młodzieżówka Ligi Polskich Rodzin. Zgodnie z przemówieniem okolicznościowym wygłoszonym przez wicepremiera Rządu RP, od dnia 12 grudnia 2006 Młodzież Wszechpolska przestała być zapleczem partii LPR, a miano to zostało powierzone przez Romana Giertycha Ruchowi Młodych LPR jako nowej platformie młodzieży endeckiej.
Budową struktur nowej młodzieżówki zajął się Krzysztof Bosak, były prezes MW, który wystąpił ze struktur tego stowarzyszenia. Został on również szefem RM LPR, jednak 13 czerwca 2008 zrezygnował z członkostwa w partii.